# Apple Store

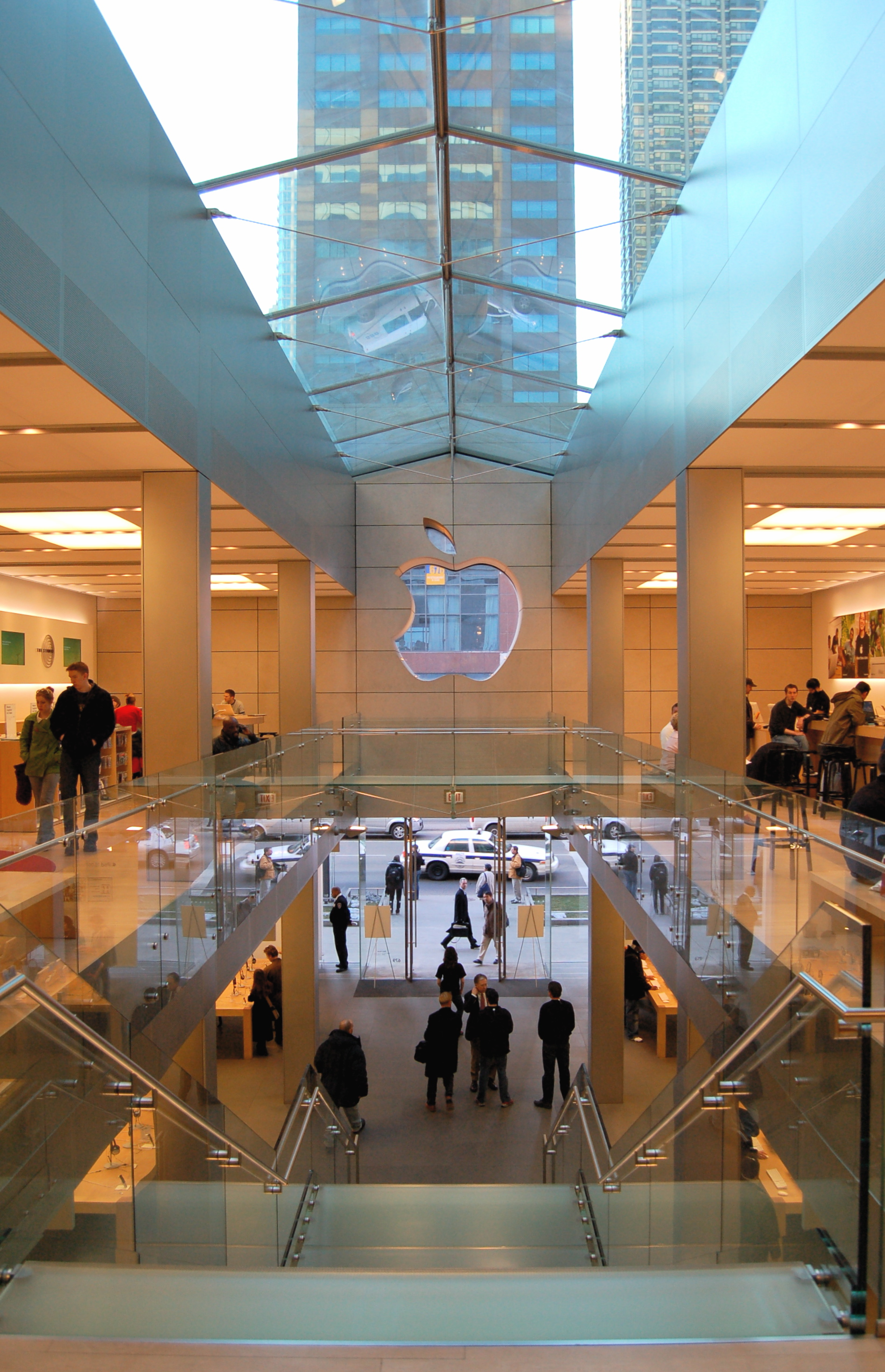
Apple Store i Chicago.

Apple Store är en prisbelönt butikskedja för datortillverkaren Apple Inc. Första butiken i butikskedjan öppnades i företagets hemland USA under år 2001. Därefter har det öppnats allt fler butiker i olika länder som Japan, Storbritannien, Kanada, Hongkong, Australien, Italien, Frankrike, Spanien, Holland och Tyskland. I juli 2025 hade Apple 535 butiker i 27 länder. Produkter som säljs på Apple Store är uteslutande företagets egna med undantag av programvaror och tillbehör från andra tillverkare och utvecklare.
Under 2012 öppnade Apple Store sina första svenska butiker i Stockholm, Malmö och Helsingborg. År 2024 stängde Apple sin butik i Helsingborg och öppnade en annan i Mall of Scandinavia nära Stockholm. 
Det finns för närvarande tre butiker i Sverige från och med juli 2025.

## Butiker

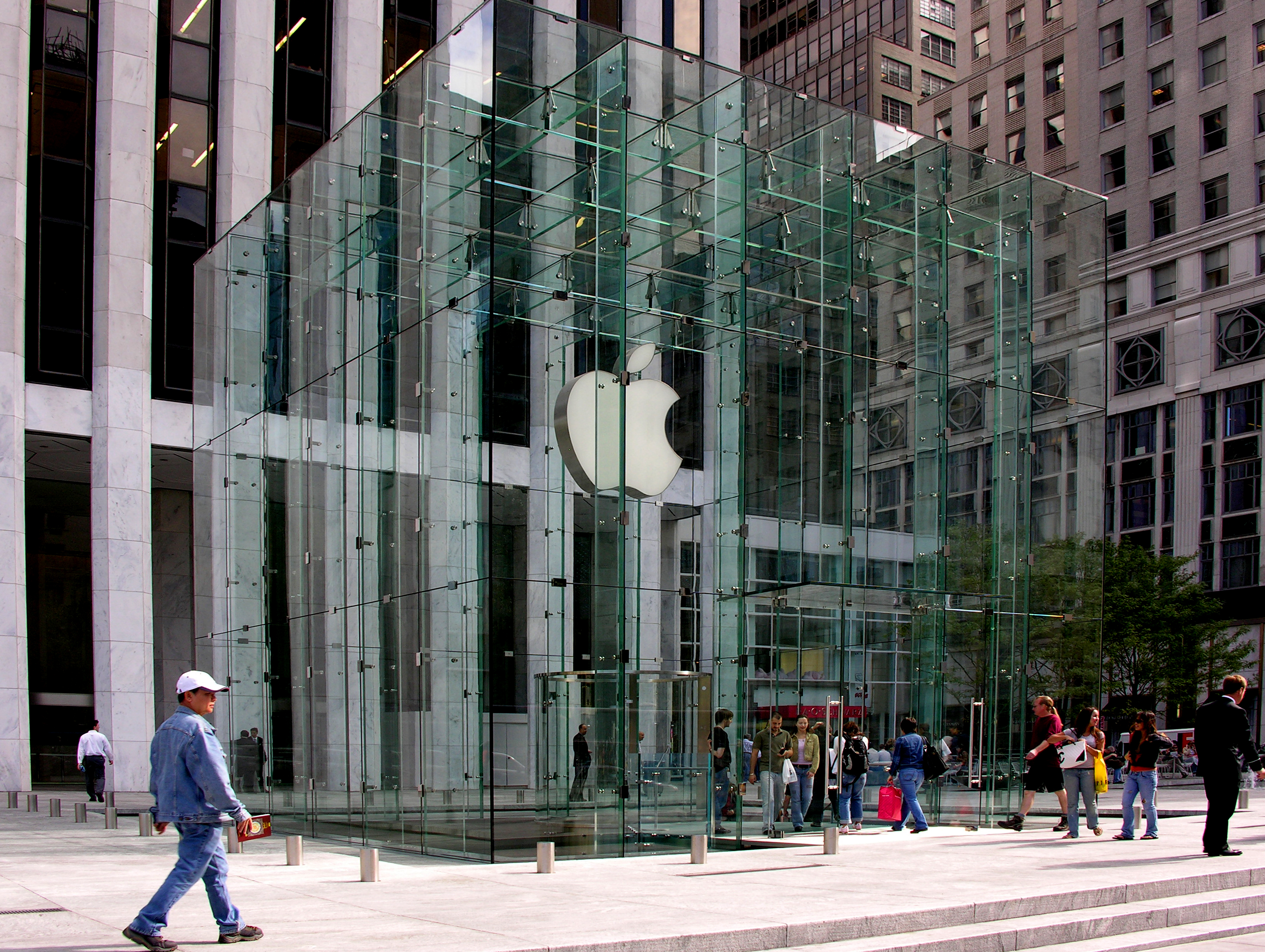
Apple Store på Fifth Avenue i New York.

Vanligaste platsen för en Apple Stores är stora shoppingcenter, gallerior och shoppingområden men Apple Store investerar också i egna byggnader som ofta är designade av företaget Eight Inc. Dessa är deras "flaggskeppsbutiker" och finns centralt belägna i några av världens mest inflytelserika städer. Flagship stores finns till exempel på Fifth Avenue i New York, på Regent Street och Covent Garden i London samt Ginza i Tokyo.

### Design
Apple Store är ofta en stor eller ser ut att vara en rymlig byggnad. Man har ganska ljust inuti och väldigt enkelt möblerat. Möblerna är endast stora träbord där produkterna står och träbänkar för till exempel Genius Bar. Barnavdelningen har sittplatser i form av runda mjuka pallar. I de flesta affärer finns det även en s.k. "Theater" (teater) som har rader av stolar, likt en biosalong som används vid demonstrationer. Kassan finns oftast längst bak i affären.

## Platser
Sedan lanseringen lördag den 19 maj 2001 med två stycken butiker, en i Glendale i Kalifornien och en i Virginia, har Apple öppnat 535 butiker i 27 länder fram till den 26 juli 2025 då Apple Store i Umeda i Osaka, Japan, öppnade. 
|       | Land / Region         | Öppningsdatum för första butiken | Placering av första butik                        | Antal butiker | Ref.          |
| ----- | --------------------- | -------------------------------- | ------------------------------------------------ | ------------- | ------------- |
| 1     | USA                   | 19 maj 2001                      | Tysons Corner Center, Tysons Corner, Virginia    | 273           | [ 4 ]         |
| 2     | Kina                  | 19 juli 2008                     | Sanlitun, Peking                                 | 48            | [ 5 ]         |
| 3     | Storbritannien        | 20 november 2004                 | Regent Street, London                            | 40            | [ 6 ]         |
| 4     | Kanada                | 21 maj 2005                      | Yorkdale Shopping Centre, Toronto                | 28            | [ 7 ]         |
| 5     | Australien            | 19 juni 2008                     | George Street, Sydney                            | 22            | [ 8 ]         |
| 6     | Frankrike             | 7 november 2009                  | Carrousel du Louvre, Paris                       | 20            | [ 9 ]         |
| 7     | Italien               | 31 mars 2007                     | Centro Commerciale Roma Est, Rom                 | 17            | [ 10 ]        |
| 8     | Tyskland              | 6 december 2008                  | Rosenstrasse, München                            | 16            | [ 11 ]        |
| 9     | Spanien               | 4 september 2010                 | La Maquinista, Barcelona                         | 12            | [ 12 ]        |
| 10    | Japan                 | 30 november 2003                 | Ginza, Tokyo                                     | 11            | [ 13 ]        |
| 11    | Sydkorea              | 27 januari 2018                  | Garosu-gil, Seoul                                | 7             | [ 14 ]        |
| 12    | Hongkong              | 24 september 2011                | ifc Mall                                         | 6             | [ 15 ]        |
| 13    | Schweiz               | 25 september 2008                | Rue de Rive, Genève                              | 4             | [ 16 ] [ 17 ] |
| 14    | Förenade arabemiraten | 29 oktober 2015                  | Mall of the Emirates, Dubai; Yas Mall, Abu Dhabi | 4             | [ 18 ]        |
| 15    | Nederländerna         | 3 mars 2012                      | Hirschbuilding, Leidseplein, Amsterdam           | 3             | [ 19 ]        |
| 16    | Sverige               | 15 september 2012                | Westfield Täby centrum, Täby                     | 3             | [ 20 ]        |
| 17    | Turkiet               | 5 april 2014                     | Zorlu Center, Istanbul                           | 3             | [ 21 ]        |
| 18    | Singapore             | 27 maj 2017                      | Orchard Road                                     | 3             | [ 22 ]        |
| 19    | Brasilien             | 15 februari 2014                 | VillageMall, Barra da Tijuca, Rio de Janeiro     | 2             | [ 23 ]        |
| 20    | Macao                 | 25 juni 2016                     | Galaxy Macau                                     | 2             | [ 24 ]        |
| 21    | Mexiko                | 24 september 2016                | Centro Santa Fe, Santa Fe, Mexico City           | 2             | [ 25 ]        |
| 22    | Taiwan                | 1 juli 2017                      | Taipei 101, Taipei                               | 2             | [ 26 ]        |
| 23    | Thailand              | 10 november 2018                 | Iconsiam, Bangkok                                | 2             | [ 27 ]        |
| 24    | Indien                | 18 april 2023                    | Bandra Kurla Complex, Bombay                     | 2             | [ 28 ]        |
| 25    | Belgien               | 19 september 2015                | Avenue de la Toison d’Or, Bryssel                | 1             | [ 29 ]        |
| 26    | Österrike             | 24 february 2018                 | Kärntner Straße, Wien                            | 1             | [ 30 ]        |
| 27    | Malaysia              | 22 juni 2024                     | The Exchange TRX, Kuala Lumpur                   | 1             | [ 31 ]        |
| Total | Total                 | Total                            | Total                                            | 535 stores    | 535 stores    |

## Butiker i Sverige

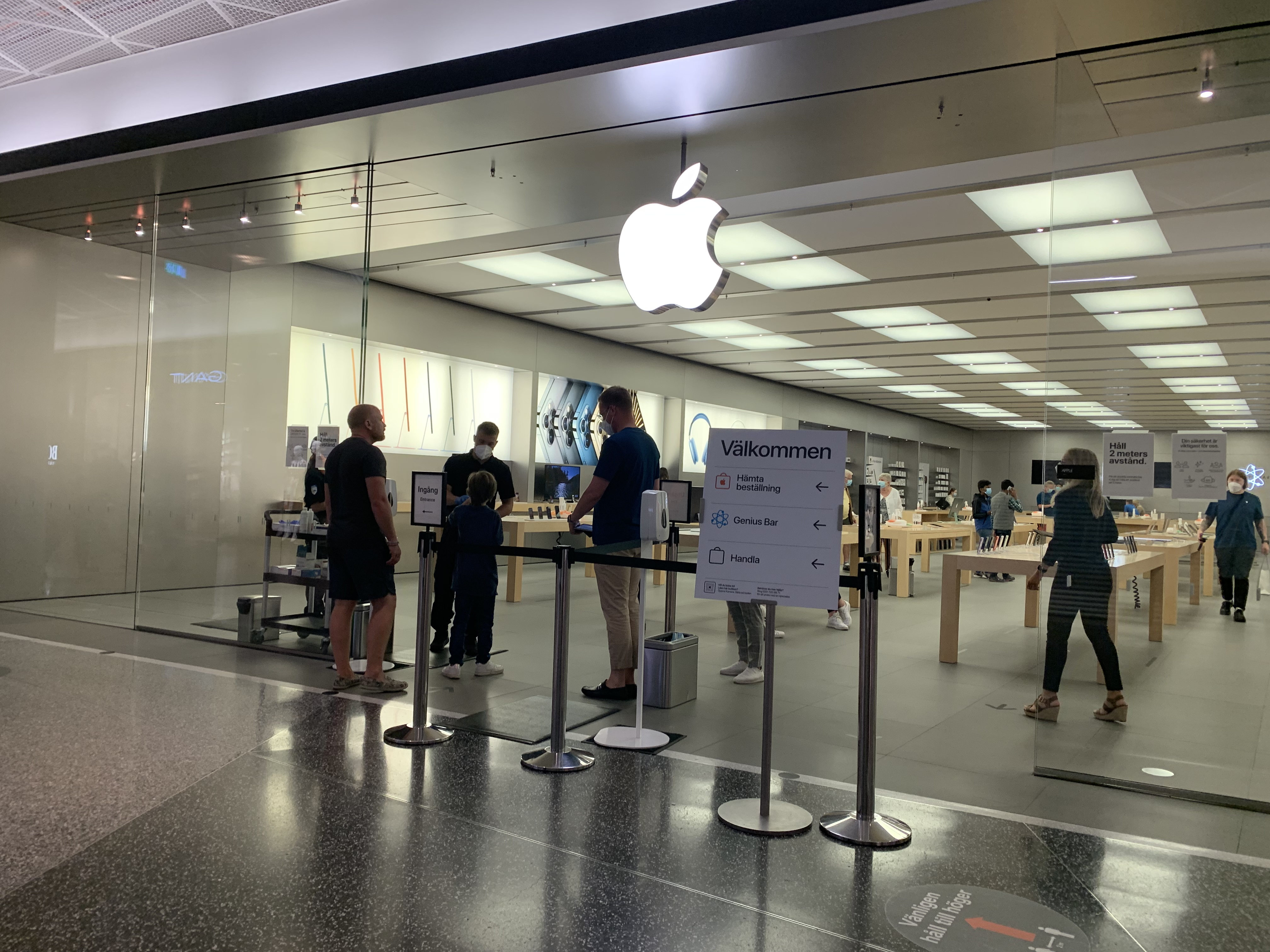
Apple Store-butik i Emporia i Malmö.

Den 16 november 2024 har Apple öppnat tre stycken butiker i följande invigningsordning:
- lördag 15 september 2012 klockan 10:00 – Apple Store i Täby Centrum (utanför Stockholm) [32]
- lördag 15 december 2012 klockan 10:00 – Apple Store i Emporia (utanför Malmö)
- lördag 9 november 2013 klockan 10:00 – Apple Store i Väla centrum (utanför Helsingborg) [33]
- fredag 20 september 2024 klockan 8:00 - Apple Store i Mall of Scandinavia (utanför Stockholm).[34]

13 juli 2024 stängde butiken i Väla för gott.